# Taeniopteryx pecos
Taeniopteryx pecos är en bäcksländeart som beskrevs av Baumann och Jacobi 1984. Taeniopteryx pecos ingår i släktet Taeniopteryx och familjen vingbandbäcksländor. Inga underarter finns listade i Catalogue of Life.